# PICS Track & Field
PICS Track & Field – wielofunkcyjny stadion w Kolonii na wyspie Pohnpei w Mikronezji. Jest obecnie używany głównie dla meczów piłki nożnej. Swoje mecze rozgrywa na nim drużyna piłkarska Island Pit-Bulls.